# Фридрих VIII фон Шьонбург-Пуршенщайн
Фридрих VIII (V) фон Шьонбург-Пуршенщайн „Млади“ (на немски: Friedrich VIII von Schönburg-Purschenstein-Neu-Schönburg; † сл. 1379) от род Шьонбург-Глаухау, е господар на Пуршенщайн в Курфюрство Саксония и Ной-Шьонбург (в Чехия).

## Произход
Той е син на Фридрих (Фриц) V фон Шьонбург-Глаухау († 1352) и съпругата му Юдит фон Лойхтенбург († сл. 1356).
Брат е на Албрехт I фон Шьонбург-Пуршенщайн († сл. 1353), Дитрих II фон Шьонбург-Егерберг († сл. 1379), и София фон Шьонбург, омъжена за Хайнрих фон Елстерберг († сл. 1384).
През 1352 г. фамилията на господарите фон Шьонбург купува господството Пуршенщайн с град Зайда от братята Бореш и Славко фон Ризенбург. Те резидират първо в замък Зайда и по-късно в замък Пуршенщайн. Неговите деца живеят в Бохемия.

## Фамилия
Фридрих VIII (V) фон Шьонбург-Пуршенщайн се жени за Катарина фон Йорлинг († сл. 1394). Техните деца живеят в Бохемия. Те имат осем деца:
- Юта фон Шьонбург, омъжена за Хинко фон Дуба († пр. 1406)
- Доротея (Дорота) фон Шьонбург († сл. 1402), омъжена за Герхард фон Кунщат-Подебрад
- Катарина фон Шьонбург (* ок. 1364), омъжена за Херберт (Херборт) фон Коловрат-Мащиовски († 1427)
- Елизабет (Елиска) фон Шьонбург († сл. 1394)
- Ернст I фон Шьонбург-Пуршенщайн († сл. 14 март 1413), господар на Пуршенщайн, има един син Вилхелм I фон Шьонбург, господар на Ной-Шьонбург, Хойерсверда-Пуршенщайн († 1450)
- Алберт II (Алеш) фон Шьонбург-Пуршенщайн († 23 май 1411), баща на Алберт III фон Шьонбург-Пуршенщайн († пр. 1451)
- Дитрих IV (Жетрих) фон Шьонбург († сл. 1394), господар в Ойзлинг, има дъщеря Маргарета фон Шьонберг (* ок. 1364), омъжена за Хартмут II Байер фон Бопард († сл. 1415)
- Житка фон Шьонбург († сл. 1406), омъжена за Хинек фон Наххода († сл. 1385)